# Grotte de Font-de-Gaume
De Grotte de Font-de-Gaume is een grot in het departement Dordogne in het dal van Saint-Cyprien in Frankrijk. De hoofdruimte van de grot is circa 120 m lang en er zijn twee zijgangen waarvan er een 50 m lang is. Deze grot werd traditioneel tot de 'zes reuzen' onder de grotten met paleolithische kunst gerekend.
De grot ligt ten oosten van Les Eyzies-de-Tayac-Sireuil, aan een zijweg van de D47. De grot is voor het grootste gedeelte toegankelijk voor het publiek. Om de tekeningen te beschermen is het aantal toegelaten dagelijkse bezoekers beperkt en wordt dit aantal indien noodzakelijk geacht voor het behoud van de tekeningen op de bezoekdagen verder beperkt. Toch hebben sommige tekeningen al erg geleden onder het toeristisch bezoek.
De grot is in 1901 herontdekt door dr. Louis Capitan, Henri Breuil en Denis Peyrony. Alain Roussot deed hier ook belangrijk onderzoek. 
De grot herbergt circa 500 polychrome rotstekeningen van Europese bizons (80), paarden (40), mammoeten (23), hertachtigen (17) en runderen (8), uit het Midden-Magdalénien (16.000 v.Chr. tot 13.000 v.Chr.). De tekeningen zijn gegraveerd en geschilderd waardoor ze goed zichtbaar zijn gebleven. De bekendste tekening is van twee rendieren in de Chapelle aux Bizons, waarbij het lijkt dat het ene rendier het gewei van de ander likt. Ook zijn er een twintigtal tentvormige (tectiform) structuren weergegeven, die typisch zijn voor het midden-Magdalénien.

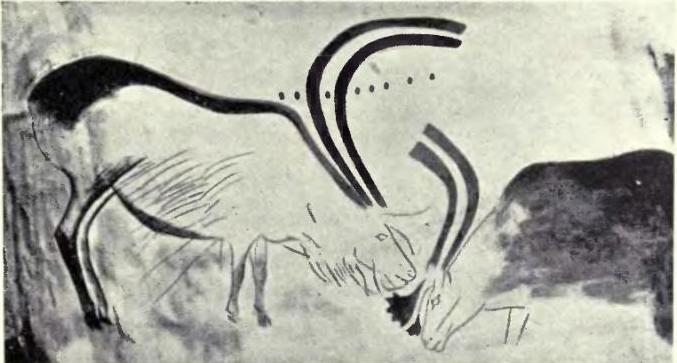